# Boscos verges de Komi
Els boscos verges de Komi (Komi, rus: Де́вственные леса́ Ко́ми) són un Patrimoni de la Humanitat segons la UNESCO. Es troben a la part nord de la serralada dels Urals, a la República de Komi, Rússia. Amb 32.800 km², són el bosc verge més gran d'Europa. Són a l'ecoregió de la taigà. Les espècies d'arbres que hi dominen són Picea obovata, l'avet siberià (Abies sibirica) i Larix sibirica. Els mamífers més rellevants hi són el ren, la marta gibelina (Martes zibellina), el visó i la llebre (gènere Lepus).
Aquest lloc es correspon amb la Reserva Natural de Petxora-Ilitx i el Parc Nacional de Yugyd Va. Va obtenir l'estatus de Patrimoni de la Humanitat l'any 1995 i és el primer lloc amb aquest reconeixement de Rússia. Amb això, aquesta zona es va salvar del projecte de tallada del bosc a càrrec de la companyia francesa HUET Holding. Tanmateix, les amenaces per la seva conservació continuen per les tallades il·legals i la mineria de l'or.

## Geografia
Els boscos verges de Komi pertanyen a l'ecoregió de la taigà dels Urals.3,3.
El lloc correspon a la reserva natural de Pechora-Ilych i al parc nacional de Yugyd Va de Rússia. La seva condició de Patrimoni de la Humanitat va ser reconeguda l'any 1995, convertint-se en el primer Patrimoni de la Humanitat natural del país. Aquest reconeixement va aportar al lloc un finançament addicional des de l'estranger i el va salvar de la tala imminent d'una empresa francesa (HUET Holding). No obstant això, continuen les amenaces per a la conservació, especialment la tala il·legal i la mineria d'or. Els jaciments d'or a la part nord del parc nacional de Yugyd-Va s'havien d'explotar abans de 1995.

## Patrimoni de la Humanitat
Tres són les localitzacions d'aquest lloc natural, Patrimoni de la Humanitat:
| Codi    | Nom                                  | Coordenades                                          | Superfície   |
| ------- | ------------------------------------ | ---------------------------------------------------- | ------------ |
| 719-001 | Parc nacional Iugid Va (Aigua Clara) | 65° 04′ 00″ N, 60° 09′ 00″ E / 65.06667°N,60.15000°E | 1.900.000 ha |
| 719-002 | Reserva Natural de Petxora-Ilich     | 62° 20′ N, 59° 00′ E / 62.333°N,59.000°E             | 730.000 ha   |
| 719-003 | Districte forestal de Iaksha         | 61° 52′ 44″ N, 57° 00′ 30″ E / 61.87889°N,57.00833°E | 15.800 ha    |

## Història
En el passat, els principals grups d'habitants locals eren mansi (vogules), komi (ètnia petxores, ziris), Khanti (Ostiaks); més tard també es van assentar russos. Les primeres cròniques dels segles X i XI esmenten els pobles que vivien als Urals septentrionals, en particular als Urals del Nord, ...Chyud, Merya, Veus, Petxora.... Després del segle xvi la paraula Petxora va desaparèixer de les pàgines dels documents històrics, encara que la memòria d'aquest poble viu als Urals del Nord i des del segle xvi es va conservar en el nom del riu i de la regió.
En els segles XVI i XVII els vogules de l'Alt Petxora (Mansi) utilitzaven la paraula Petxora per a referir-se al riu i de la regió. Els vogules de l'Alt Petxora (Mansi) són esmentats en les cròniques com un poble que pagava tribut al principat de Moscou. En aquella època van començar a arribar els russos des del sud, i en els segles XVIII-XIX tot el territori de l'Alt Petxora estava poblat per russos.
Molts noms de rius, muntanyes, extensions de terra guarden la memòria dels pobles que van viure aquí. Per exemple, els mansi, gradualment assentats sobre la serralada dels Urals, van deixar després de si la seva petjada en els noms d'una cresta baixa (Manski Bolvans), una extensió de terra (Manskie Luki), una extensió (Manskaia Volosnitsa).
A la fi del segle xix-principis del XX. Alta Pripetxorie formava part de l'óblast de Vólogda. A la fi del segle xix, l'industrial de Irkutsk Sibiriakov va intentar construir (en la part central del Parc Natural de Petxora-Ilich) la ruta comercial del nord des de l'est cap al nord (en la part central del Parc Natural de Pechora-Ilych), d'Europa a Sibèria. Però no va anar més enllà d'un centenar de quilòmetres.

## Flora i fauna
Unes 180 espècies d'ocells viuen a la regió, algunes d'elles especialment poc comunes, mentre que se sap que vint espècies de peixos habiten els llacs i rius del parc. Hi ha, a més, cinc espècies d'amfibis i una de rèptils.
Alguns dels mamífers comuns a la regió són la llebre de muntanya, l'esquirol volador, el ren, l'ermini, la llúdria, l'alci, el llop, la guineu, el golut, óssos, martes, mosteles i guineus àrtiques.

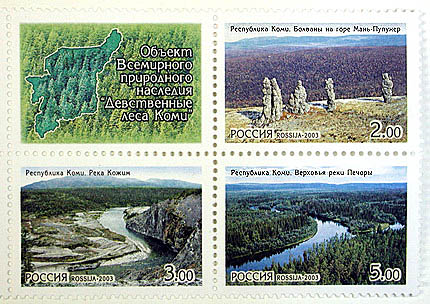
Segells amb motius del bosc de Komi (2003)

Les espècies d'arbres dominants són la Picea obovata, l'avet siberià i el larix sibirica.,

## Amenaces
Malgrat el reconeixement de la zona com a Patrimoni de la Humanitat, els intents d'extreure or tenen la pressió activa del cap de la República i el Ministeri de Natura de Komi.
Immediatament després de la inscripció a la llista del Patrimoni Mundial, es va aturar la tala realitzada per l'empresa francesa HUET, però malgrat la protecció, la tala il·legal i la destrucció del medi ambient per part dels cercadors d'or encara continua. En l'actualitat, la tala d'arbres és una amenaça insignificant per al lloc, ja que la seva condició de Patrimoni Mundial ha aconseguit desviar el risc de tala a gran escala dins del lloc i aquest ha continuat sent el cas (Estat part de la Federació de Rússia, 2019) malgrat l'amenaça històrica de tala d'arbres en parts de la zona d'amortiment del lloc, la conca superior de l'Ilich i potencialment la conca Unia.
El govern de la República de Komi, malgrat la prohibició, dona suport a l'explotació de les fonts d'or i intenta moure els límits de l'àrea protegida per tal d'excloure de la zona protegida les parts del nord del parc Yugid-va, on es troben els jaciments. Acció que recentment va ser rebutjada pel Tribunal Suprem.
L'explotació minera d'or a gran escala dins del lloc constituiria una amenaça molt greu per als seus valors. Malgrat les nombroses peticions del Comitè del Patrimoni Mundial perquè es revoquin totes les llicències mineres existents dins del lloc, la llicència per al jaciment d'or de Chudnoe ha estat suspesa, però no rescindida. En el territori del parc nacional Iugid Va, l'extracció d'or es duu a terme en violació de les lleis internacionals i russes. El desenvolupament de les mines d'or continua malgrat la decisió del Comitè de Protecció Ambiental, segons la qual les empreses involucrades en aquesta activitat il·legal estan obligades a suspendre l'exploració al parc nacional.

## Galeria

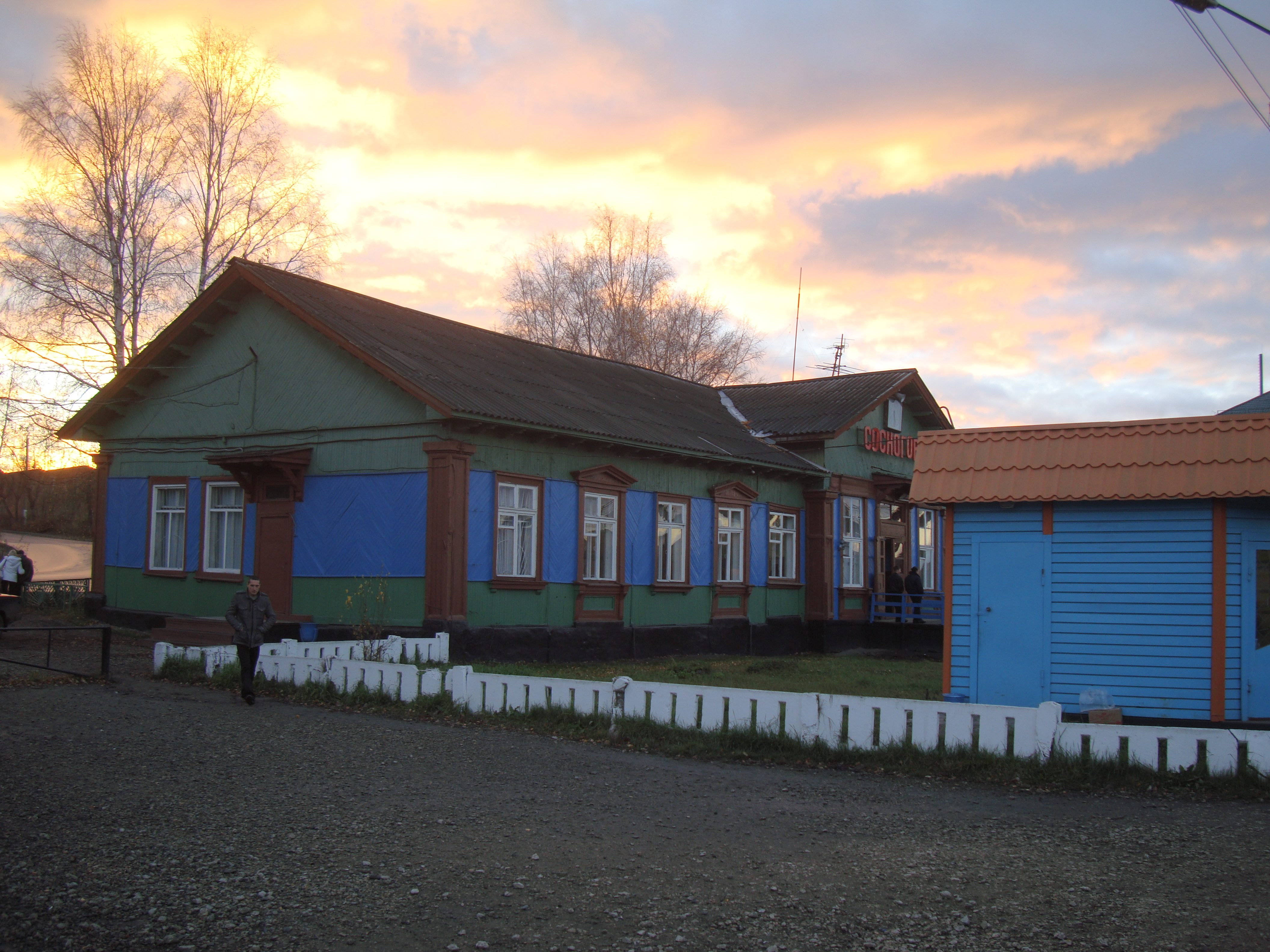
Sosnogorsk, República de Komi
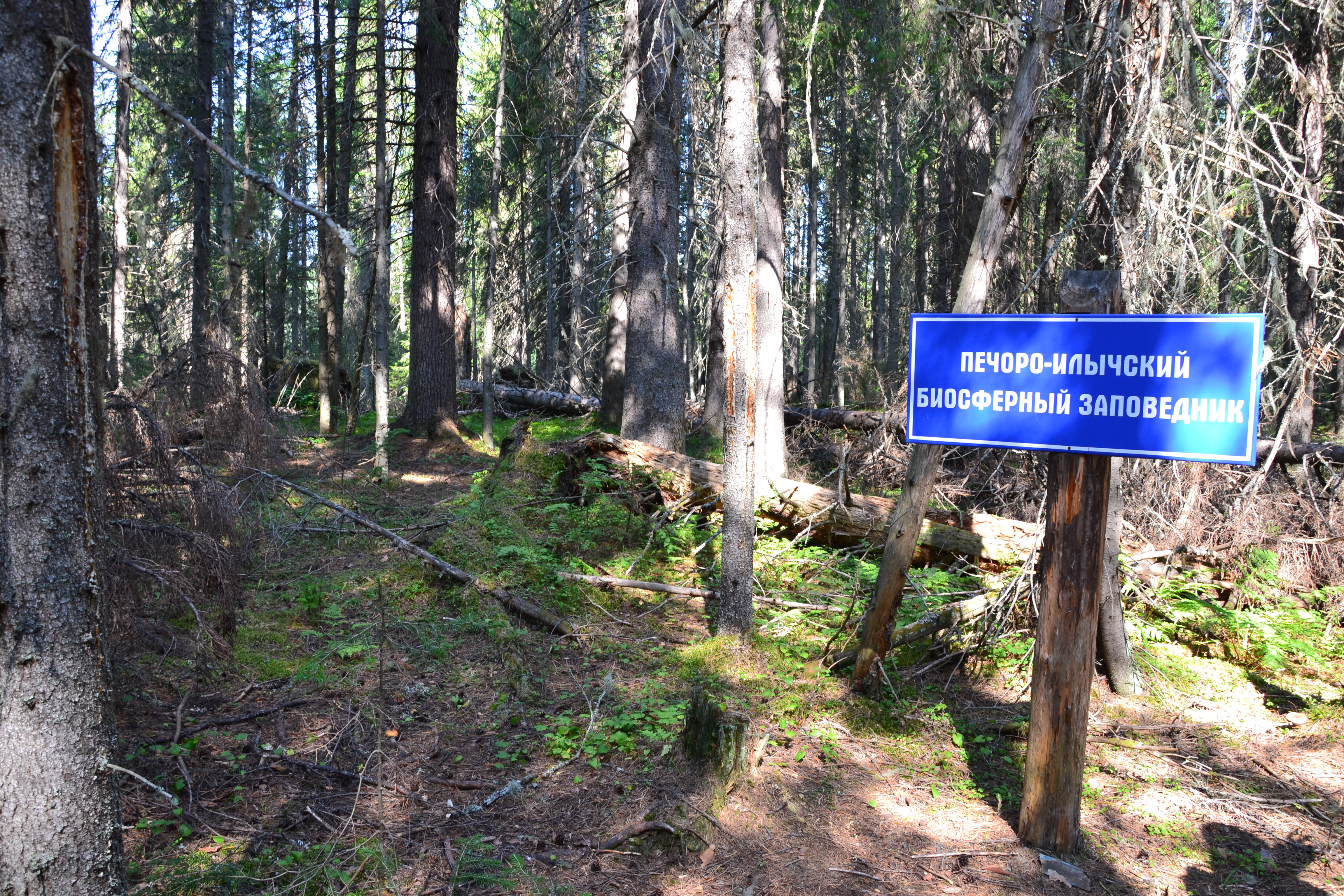
Reserva de la Biosfera Pechora-Ilych